# Stiepan Krasowski
Stiepan Akimowicz Krasowski (ros. Степан Акимович Красовский, ur. 8 sierpnia?/20 sierpnia 1897 we wsi Głuchy, zm. 21 kwietnia 1983 w Moskwie) – radziecki dowódca wojskowy białoruskiego pochodzenia, marszałek lotnictwa, Bohater Związku Radzieckiego (1945).

## Życiorys
Urodził się we wsi Głuchy (obecnie dzielnica Bychowa) w obwodzie mohylewskim, w rodzinie chłopskiej. Od maja 1916 służył w armii carskiej, ukończył kurs telegraficzny i został podoficerem, brał udział w I wojnie światowej na froncie zachodnim. W październiku 1917 wstąpił do Czerwonej Gwardii, od 1918 w Armii Czerwonej i RKP(b). Od 1919 pełnił służbę w 33 jednostce lotniczej ubezpieczając z powietrza 1 Moskiewską Dywizję Kawalerii, prowadzącą działania bojowe pod Uralskiem. Od października 1919 komisarz oddziału lotnictwa w 4 Armii, od maja 1920 komisarz 1 Azerbejdżańskiego Oddziału Lotniczego Sił Powietrznych 11 Armii, walczył przeciw oddziałom Kołczaka i na Kaukazie. W siłach powietrznych ZSRR służył do 1925, w 1926 ukończył kursy dowództwa Sił Powietrznych przy Inżynieryjnej Akademii Wojsk Lotniczych im. N. Żukowskiego. Od grudnia 1927 komisarz i dowódca 3 eskadry w Iwanowie-Wozniesiensku, od marca 1934 w Leningradzkim Okręgu Wojskowym, 1936 ukończył Akademię Inżynieryjną Wojsk Lotniczych im. Żukowskiego, po czym został dowódcą brygady, później korpusu lotniczego. Brał udział w agresji ZSRR na Finlandię 1939-1940 jako dowódca sił powietrznych 14 Armii i dowódca Murmańskiej Brygady Lotniczej. Od 1940 szef (komendant) oficerskiej szkoły lotniczej w Krasnodarze, od stycznia 1941 zastępca dowódcy, a od czerwca 1941 dowódca Sił Powietrznych Północnokaukaskiego Okręgu Wojskowego. Od sierpnia 1941 dowódca sił powietrznych 56 Armii w II wojnie światowej, później dowódca Sił Powietrznych Frontu Briańskiego. Od maja do lipca 1942 dowódca 2 Armii Powietrznej, od listopada 1942 do marca 1943 dowódca 17 Armii Powietrznej, następnie ponownie dowódca 2 Armii Powietrznej, dowodził w walkach powietrznych na Froncie Południowym, Briańskim, Południowo-Zachodnim, Woroneskim i 1 Ukraińskim, w okolicach Rostowa nad Donem, Stalingradu, Kurska, Kijowa, Korsunia, na odcinku lwowsko-sandomierskim, na przyczółku baranowsko-sandomierskim, na Dolnym Śląsku, w bitwie berlińskiej i operacji praskiej. 29 maja 1945 otrzymał tytuł Bohatera ZSRR. 1945–1947 dowodził siłami powietrznymi ZSRR stacjonującymi w Austrii, 1947–1951 dowódca Sił Powietrznych na Dalekim Wschodzie, od września 1951 do sierpnia 1952 główny radziecki doradca wojskowy w Siłach Powietrznych Chińskiej Republiki Ludowej, 1952-1953 dowódca Sił Powietrznych Moskiewskiego Okręgu Wojskowego, a 1953–1956 – Północnokaukaskiego Okręgu Wojskowego. 1956–1968 komendant Akademii Sił Powietrznych. W 1959 mianowany został marszałkiem lotnictwa. Następnie na emeryturze. 1961–1966 członek Centralnej Komisji Rewizyjnej KPZR. Od 1970 w Grupie Generalnych Inspektorów Ministerstwa Obrony ZSRR. Został pochowany w Monino.

## Awanse
- gen. mjr lotnictwa 4 czerwca 1940;
- gen. por. lotnictwa 20 grudnia 1942;
- gen. płk lotnictwa 4 lutego 1944;
- marszałek lotnictwa 8 maja 1959.

## Ordery i odznaczenia
- Złota Gwiazda Bohatera ZSRR (29 maja 1945)
- Order Lenina (sześciokrotnie)
- Order Rewolucji Październikowej
- Order Czerwonego Sztandaru (czterokrotnie)
- Order Suworowa I klasy
- Order Suworowa II klasy
- Order Kutuzowa I klasy
- Order Bohdana Chmielnickiego I klasy
- Order Czerwonej Gwiazdy
- Order „Za służbę Ojczyźnie w Siłach Zbrojnych ZSRR” III klasy
- Medale radzieckie i odznaczenia zagraniczne (w tym polskie)